# Романов Олег Костянтинович
Олег Костянтинович Романов (31 березня 1970, м. Мінськ, СРСР) — радянський/білоруський хокеїст, захисник. Тренер з роботи з гравцями ХК «Гомель». Заслужений майстер спорту Республіки Білорусь (2002). 
Виступав за: «Динамо» (Мінськ), «Тівалі» (Мінськ), «Лада» (Тольятті), «Літвінов», «Ак Барс» (Казань), СайПа (Лаппеенранта), «Кярпят» (Оулу), «Сєвєрсталь» (Череповець), «Мечел» (Челябінськ), «Юність» (Мінськ), ЦСКА (Москва), ХК «Гомель», «Керамін» (Мінськ).
У складі національної збірної Білорусі провів 115 матчів (12+24), учасник зимових Олімпійських ігор 1998 і 2002, учасник чемпіонатів світу 1994 (група C), 1995 (група C), 1996 (група B), 1997 (група B), 1998, 1999, 2000 і 2001.
Досягнення
- Чемпіон МХЛ (1996)
- Срібний призер чемпіонату Росії (1997, 2000)
- Чемпіон Білорусі (1993, 1994, 1995)
- Володар Кубка Європи (1997).